# Tetrabalius nasutus
Tetrabalius nasutus är en spindeldjursart som beskrevs av Tord Tamerlan Teodor Thorell 1888. Tetrabalius nasutus ingår i släktet Tetrabalius och familjen Thelyphonidae. Inga underarter finns listade i Catalogue of Life.